# Sanremo 2002 (compilation)
Sanremo 2002 è un album compilation pubblicato nel marzo 2002 dall'etichetta discografica EMI.

## Tracce
1. Gianluca Grignani - Lacrime dalla Luna
2. Kylie Minogue - In Your Eyes
3. Gianni Fiorellino - Ricomincerei
4. Britney Spears - Overprotected
5. Timoria - Casa mia
6. Paulina Rubio - Vive el verano
7. Anna Tatangelo - Doppiamente fragili
8. Michael Bolton - Only a Woman Like You
9. Valentina Giovagnini - Il passo silenzioso della neve
10. The Cranberries - Analyse
11. Francesco Renga - Tracce di te
12. Gabrielle - Out of Reach
13. Robbie Williams e Nicole Kidman - Somethin' Stupid
14. Beverley Knight - Get Up!
15. Mary J. Blige - Family Affair
16. Geri Halliwell - Calling
17. India.Arie - Brown Skin

Gli ultimi 5 brani vengono indicati come "extra tracks".